# Ольмедо, Китерио
Китерио Эрмес Ольмедо (исп. Quiterio Ermes Olmedo; 21 мая 1901 или 21 декабря 1907, Парагвай — неизвестно) — парагвайский футболист, защитник. Участник чемпионата мира 1930 года, серебряный призёр чемпионата Южной Америки 1929 года.

## Биография
Китерио Ольмедо родился 21 мая 1901 года.
Играл в футбол на позиции защитника. В 1929—1930 годах выступал в чемпионате Парагвая за «Насьональ».
В 1929 году в составе сборной Парагвая завоевал серебряную медаль чемпионата Южной Америки в Буэнос-Айресе. Провёл все 3 матча, мячей не забивал.
В 1930 году участвовал в первом в истории чемпионате мира в Уругвае, где парагвайцы не смогли выйти из группы. Полностью отыграл оба матча со сборными США (0:3) и Бельгии (1:0).
В 1937 году участвовал в чемпионате Южной Америки в Буэнос-Айресе, где парагвайцы заняли 4-е место. Сыграл 3 матча, мячей не забивал.
Дата смерти неизвестна.

## Достижения

### Командные
Сборная Парагвая
- Серебряный призёр чемпионата Южной Америки (1): 1929.